# Nasir ibn Alnas
An-Nasir ibn Alnas (?  – zm. 1088) był piątym władcą z dynastii Hammadydów w Algierii
w latach 1062–1088.
An-Nasir objął władzę po Bulugginie ibn Muhammadzie (1055–1062) zamordowanym w 1062.
Po załamaniu się władzy Zirydów w Ifrikiji w wyniku najazdu plemienia Banu Hilal (od 1051),
An-Nasir był w stanie rozszerzyć wpływy Hammadydów w Maghrebie. Ustanowił wasali w Tunisie i przejął kontrolę 
nad terenem aż do Kairuanu. Rozciągnął też wpływy nad północną Saharą poprzez wyparcie Ibadytów 
z Sandraty (1077). Po ustanowieniu Bidżai drugą stolicą, handel morski zyskał znaczenie dla gospodarki. Do wznoszenia Bidżai zostali pozyskani włoscy architekci i rzemieślnicy. Znaczna kontrola szlaków handlowych doprowadziła do wzrostu gospodarczego i rozkwitu królestwa.
Jednakże stabilność królestwa była niepewna, od czasu gdy beduińscy Banu Hilal zaczęli przenikać po podboju Ifrikiji do państwa Hammadydów. Najpierw byli wykorzystywani jako najemnicy przeciw Almorawidom z
Maroka - gdy Almorawidzi podbili obszar aż do Algieru w 1081, to zostali zawróceni z pomocą Beduinów. Lecz Banu Hilal nie dali się utrzymać pod kontrolą Hammadydów i w końcu spowodowali upadek królestwa.
Następcą An-Nasira został Mansur ibn Nasir (1088–1102).